# Štefan Banič
Štefan Banič (23. listopadu 1870 Smolenice, Slovensko – 2. ledna 1941 Smolenice) byl slovenský konstruktér a vynálezce.

## Život
Narodil se v Neštichu (od roku 1960 součást Smolenic) a na stejném místě i zemřel. Protože doma jako zedník nenašel práci, odešel v roce 1907 do USA, kde se usídlil v Greenville (stát Pensylvánie).

## Padák

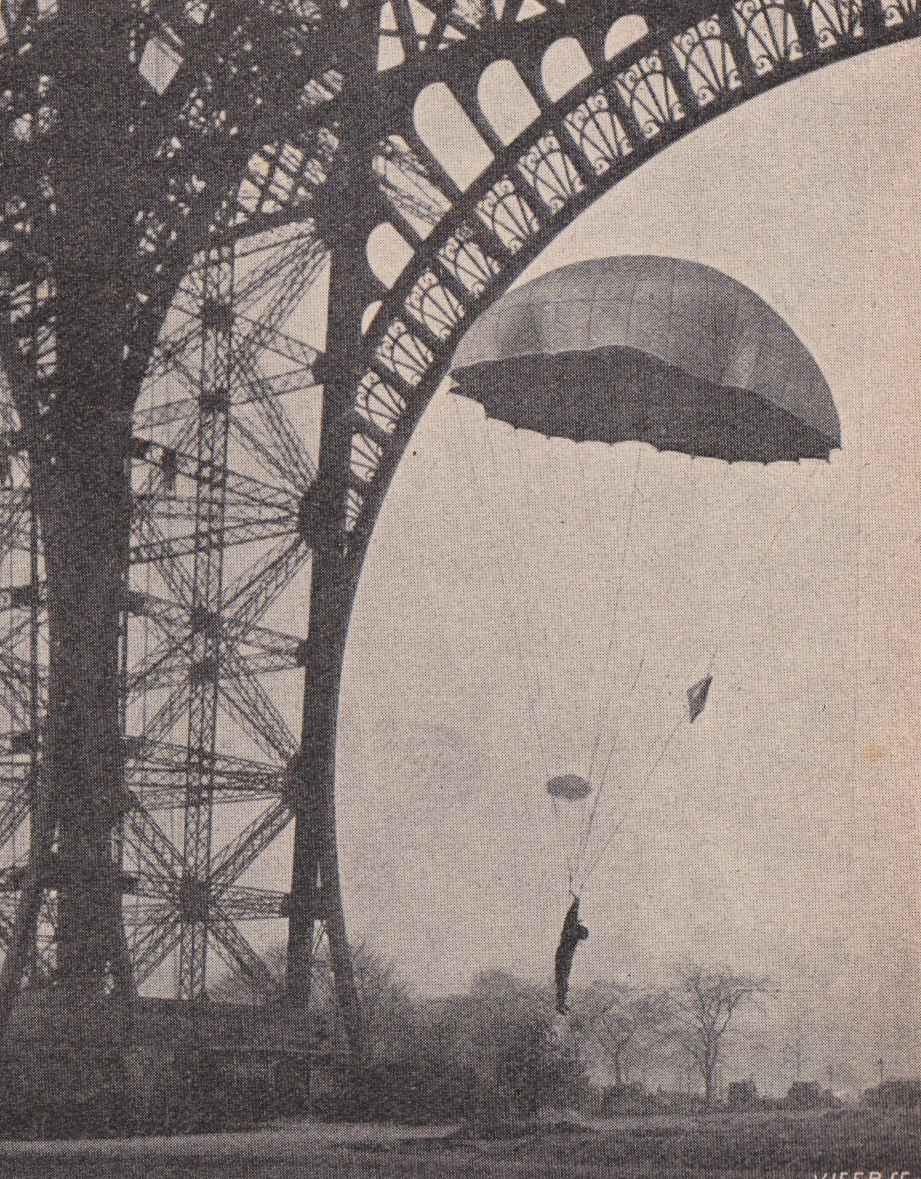
V nepatentované podobě padáky existovaly již před Baničem. První na fotografii zdokumentovaný padák, na kterém padá figurína, pochází z 18. února 1911 a snímek byl publikován v nizozemském časopise De Prins der Geïllustreerde Bladen

V roce 1912 byl svědkem leteckého neštěstí. V reakci na toto neštěstí v roce 1913 sestrojil použitelný padák, tvarem připomínající velký deštník s otvorem uprostřed vrchlíku, který se otevíral soustavou několika pružin. Padák měl vyřešen problém tzv. plavání ve vzduchu, neměl šňůry, ale upevňoval se složený pomocí popruhů přímo na tělo letce v oblasti hrudníku. Dne 3. června 1914 před zástupci Patentového úřadu letectva USA seskočil ve Washingtonu ze střechy 15patrové budovy. Potom následovaly další seskoky včetně seskoku z letadla. 25. srpna 1914 vydal Americký patentový úřad ve Washingtonu patent na Baničův padák pod číslem 1 108 484, který potvrzoval jeho autorství "nového a užitečného vylepšení padáku". Patentový spis obsahuje přesný popis konstrukce a její výkresovou dokumentaci. Svůj patentovaný vynález nabídl zástupcům letectva a americká armáda ho odkoupila. Americké letectvo ho jmenovalo čestným členem.

## Návrat do vlasti
V roce 1921 se vrátil zpátky na Slovensko. Do své smrti v roce 1941 pracoval jako zedník. Společně se svým synem Janem a I. Vajsabelem se stal roku 1929 spoluobjevitelem jeskyně Driny nedaleko rodných Smolenic a v roce 1934 zpřístupnili prvních 174 metrů.
U příležitosti sta let od jeho narození mu byl na bratislavském letišti odhalen památník.